# قطع الأنف
قطع الأنف (بالإنجليزية: Rhinectomy)‏، هو استئصال جراحي للأنف. إذا تمت إزالة جزء فقط من الأنف، يطلق عليه استئصال الأنف الجزئي، في حين تسمى إزالة الأنف بالكامل بـ استئصال الأنف الكلي. في كثير من الأحيان، يُوضَع طرف صناعية أنفية لإعادة التأهيل.